# Magyar Protestáns Irodalmi Társaság
A Magyar Protestáns Irodalmi Társaság egy 19. század végén létrehozott magyar keresztény irodalmi társaság.

## Története
A Magyar Protestáns Irodalmi Társaság 1888-ban, a magyar evangéliumi reformált (református) és ágostai hitvallású (evangélikus) egyháznak számos tagjának egyesüléséből alakult. Célja volt, hogy a hazai protestáns tudományos irodalomnak, elsősorban a protestáns egyháztörténelemnek művelését, továbbá a nép között az erkölcsi és vallásos irányú olvasmányok terjesztését és egyházközségi könyvtárak létrejöttét előmozdítsa. A rendes tagok legalább öt éven át 6 forint, a pártoló tagok legalább 3 éven át 3 forint évi díjat fizettek; pártfogókul azokat tekintették, akik legalább 500 forint; alapítóknak, akik legalább 100 forint; segélyezőknek, akik 100 forintnál kisebb összeget fizettek vagy kötelezvényen biztosítottak a társaság céljaira. Az igazgató választmány 20 fővárosi és 30 vidéki tagból állt. 
Az első világháborút követő zavaros állapotok között, 1921-ben beszüntette a működését. 1924-ben újjáalakult, és az 1940-es évekig működött.
Az összes tagok száma a 19. század végén mintegy 1300 fő volt, akik évdíjaiból és az 54.000 forintnyi készpénzben és kötelezvényeken tett alapítványokból a társaság évi jövedelme és kiadása 8-9000 forint volt.

## Kiadványai
A társaság kiadványai a következők voltak témakörük szerint: 
- Időszaki folyóirat. Az időszaki folyóirat Protestáns Szemle cím alatt jelent meg évenként 10 füzetben összesen 40 ív terjedelemben, amelyet minden rendes és pártoló tag díjtalanul kapott;
- Egyháztörténelmi emlékek és monográfiák, amelyek a rendes tagok könyvilletményét képezték, évenként 25-35 ív terjedelemben lettek kiadva: 
  - A Magyar Protestáns Irodalmi Társaság Kiadványai (20 kötet)
  - Magyar Protestáns Egyháztörténeti Monográfiák (1898–?)[1]
  - A Protestáns Irodalmi Társaság Házi Kincstára (1897–1916, 16 kötet)[2]
  - Magyar Protestáns Egyháztörténeti Adattár (1902–1934, 15 évfolyam)[3]
- Vallásos és erkölcsi irányú népes tartalmú olvasmányok: Koszorú. A Magyar Protestáns Irodalmi Társaság népies kiadványai cím alatt jelentek meg (1894–1918, 245 füzet)[4]

## Vezetőség

### Elnökei
| Lelkészi elnökei: - Szász Károly (1889–1896) - Gyurátz Ferenc (1896–1904) - Zelenka Pál (1904–1905) - Bachát Dániel (1905–1906) - Antal Gábor (1907–1914) - Baltazár Dezső (1915–1920) - Ravasz László (1924–1931) - Kapy Béla (1931–1938) - Makkai Sándor (1938–1940-es évek) | Világi elnökei: - Hegedűs Sándor (1899–1906) - Zsilinszky Mihály (1907–1915) - gr. Tisza István (1915–1918) - gr. Bethlen István (1924–1938) - br. Kaas Albert (1931–1934) - Tomcsányi Vilmos Pál (1934–1938) - Hegedűs Lóránt (1938–1943) - Fáy István (1943–1940-es évek) |

### Másodelnökei
| Lelkészi másodelnökei: - Antal Gábor (1903–1907) - Baksay Sándor (1907–1915) - Petri Elek (1915–1921) - Kapy Béla (1924–1931) | Világi másodelnökei: - br. Radvánszky Béla (1889–1895) - Hegedűs Sándor (1895–1899) - Zsilinszky Mihály (1903–1907) - gr. Tisza István (1907–1915) - Zsilinszky Mihály (1915–1921) - br. Kaas Albert (1924–1931) |

### Főtitkárai
- Zsilinszky Mihály (1889–1889)
- Kenessey Béla (1889–1895.)
- Szőts Farkas (1895–1915)
- Raffay Sándor (1915–1918)
- Maday Gyula (1918–1921)
- Török Pál (1923–1938)
- Szabolcska László (1938–1940-es évek)